# ラスト・シューティスト
『ラスト・シューティスト』（原題: The Shootist）は、1976年製作の、ジョン・ウェイン主演の西部劇映画。1975年に発表された同名の小説の映画化で、ローレン・バコール、ロン・ハワードそしてジェームズ・ステュアートが共演している。師であるジョン・フォード亡き後も、一人で奮闘したジョン・ウェインの遺作となった作品である。

## あらすじ
1901年1月22日、かつての名うてのガンマン・ブックスがネバダ州カーソンシティに戻ってきた。末期ガンで余命宣告を受けた彼は、未亡人のロジャース夫人が経営する下宿屋に終の住処を求めたのだった。
だが間もなくして、ブックスがカーソンシティに滞在していることが知れ渡り、かつての仇敵たちやひと儲けを目論む者たちが集まって来る。ある夜、ブックスは寝込みを襲ってきた2人のならず者を射殺してしまう。
やがて自らの死期を悟ったブックスは、葬儀屋と話をつけた後、自分を弟の敵と狙うスイーニー、賭博を生業とするプルフォード、そして町のならず者コッブに宣戦布告。早朝、4人と、バーテンダーしかいない酒場で、男の最期の意地を賭けた銃撃戦が始まった。

## キャスト
| 役名               | 俳優                         | 日本語吹替                          | 日本語吹替                                   | 日本語吹替 |
| 役名               | 俳優                         | フジテレビ版                        | テレビ朝日版                                 |            |
| ------------------ | ---------------------------- | ----------------------------------- | -------------------------------------------- | ---------- |
| J･B･ブックス       | ジョン・ウェイン             | 小林昭二                            | 納谷悟朗                                     |            |
| ロジャース夫人     | ローレン・バコール           | 馬渕晴子                            | 小沢寿美恵                                   |            |
| ギロム             | ロン・ハワード               | 水島裕                              | 村山明                                       |            |
| ホステトラー医師   | ジェームズ・ステュアート     | 浦野光                              | 浦野光                                       |            |
| スイーニー         | リチャード・ブーン           | 郷里大輔                            | 田中康郎                                     |            |
| プルフォード       | ヒュー・オブライエン         | 池田勝                              | 小林清志                                     |            |
| コッブ             | ビル・マッキーニー           | 玄田哲章                            | 仲木隆司                                     |            |
| ティビドー保安官   | ハリー・モーガン             | 永井一郎                            | 大木民夫                                     |            |
| ベッカム           | ジョン・キャラダイン         | 北村弘一                            | 村越伊知郎                                   |            |
| セレプタ           | シェリー・ノース             | 榊原良子                            | 浅井淑子                                     |            |
| モーゼス           | スキャットマン・クローザース | 龍田直樹                            | 藤本譲                                       |            |
| 新聞記者ドブキンス | リック・レンズ               | 千田光男                            | 石丸博也                                     |            |
| バーバー           | アルフレッド・デニス         | 藤城裕士                            |                                              |            |
| 不明 その他        | N/A                          |                                     | 渡部猛 清川元夢 峰恵研 塚田恵美子 一ノ瀬明美 |            |
| 日本語スタッフ     |                              |                                     |                                              |            |
| 演出               | 演出                         | 山田悦司                            | 春日正伸                                     |            |
| 翻訳               | 翻訳                         | 額田やえ子                          | 宇津木道子                                   |            |
| 効果               | 効果                         | 南部満治                            | 南部満治                                     |            |
| 調整               | 調整                         | 村田弘之                            | 遠西勝三                                     |            |
| 制作               | 制作                         | ニュージャパンフィルム              | ニュージャパンフィルム                       |            |
| 解説               | 解説                         | 高島忠夫                            | 淀川長治                                     |            |
| 初回放送           | 初回放送                     | 1982年4月4日 『ゴールデン洋画劇場』 | 1987年6月14日 『日曜洋画劇場』               |            |

※日本語吹替はフジテレビ版が2017年2月24日発売のBlu-ray・DVDに収録。正味約91分。

## スタッフ
- 監督：ドン・シーゲル
- 製作：M・J・フランコヴィッチ、ウィリアム・セルフ
- 脚本：マイルズ・フッド・スワザウト、スコット・D・ヘイル
- 原作：グレンドン・スウォースアウト
- 撮影：ブルース・サーティース
- 美術：ロバート・F・ボイル
- 音楽：エルマー・バーンスタイン
- 衣装（デザイン）：モス・メーブリー
- 字幕：清水俊二

## エピソード
- 日本では当初本国での興行失敗により公開が予定されていなかったものの、1979年にウェインが逝去した為、急遽1ヶ月後に東京と横浜の4館で劇場公開された[1]。生前最後の主演作という事もあって話題を呼んだが国内でのウェイン、西部劇ブームが去ってからかなり経っていた事もあり、またしても興行は失敗に終わった[2]。
- 冒頭で、『赤い河』、『ホンドー』、『リオ・ブラボー』、『エル・ドラド』というウェイン主演の映画のシーンが挿入されている。
- この映画の製作時点では、ウェインの肺ガンが寛解したとされていた。胃にガンが発見され手術を受けたのは、この映画が製作されて3年たった1979年の1月12日のことである[3]。
- ネバダ州のカーソンシティでロケが行われた時、ロジャース夫人の宿となった建物は、ネバダ州知事の邸宅から3件しか離れていなかった。
- ロケ地がエルパソからカーソンシティに変更になった時、ウェインは愛馬ダラー（Dollar）をキャストに加えて、脚本を書き直させた。また、演技も手直しをさせた。ブックスが背後からプルフォードを撃ち、しかる後に、ギロムがブックスを撃つという設定であったのだが、ウェインは「自分の映画人生の中で、ひとを背後から撃ったことは一度もない。変えてほしい。」と言い、また、若いギロムに人殺しをさせるのは忍びないとして、最後にギロムが銃を捨てて、ガンマンの道を諦めるという設定にした。
- ウェインは配役にも責任を持った。ローレン・バコール、ジェームズ・ステュアート、リチャード・ブーン、そしてジョン・キャラダインの出演は、彼の意向によるものである。特にバコールは、20年ほど前に夫であるハンフリー・ボガートを癌で亡くしている。
- 映画に登場するダラー（Dollar）は、1969年、2歳の時に『勇気ある追跡』に出演し、以来10年間、ウェインの愛馬だった。この栗毛のアメリカン・クォーターホース（短距離用の競走馬）には、自分以外の人間が乗ることを禁じていたが、ウェインの死後、『探偵ハート&ハート』の中で、ロバート・ワグナーが乗ったことがある[4]。
- 本作の主演はジョン・ウェインが配役される以前に、ポール・ニューマン、チャールズ・ブロンソン、ジーン・ハックマン、クリント・イーストウッドに打診されたがいずれも断られた[5]。